# Éliminatoires du Championnat d'Europe de football espoirs 2013 - Groupe 10
Cet article donne les résultats des matchs du groupe 10 des éliminatoires du Championnat d'Europe de football espoirs 2013.

## Classement
| Rang | Équipe     | Pts | J | G | N | P | Bp | Bc | Diff |  | Résultats (▼ dom., ► ext.) |     |     |     |     |     |
| ---- | ---------- | --- | - | - | - | - | -- | -- | ---- |  | -------------------------- | --- | --- | --- | --- | --- |
| 1    | Pays-Bas   | 16  | 7 | 5 | 1 | 1 | 17 | 2  | +15  |  | Pays-Bas                   |     | 1-2 | 5-0 | -   | 4-0 |
| 2    | Écosse     | 10  | 6 | 2 | 4 | 0 | 11 | 6  | +5   |  | Écosse                     | 0-0 |     | 0-0 | 2-2 | -   |
| 3    | Bulgarie   | 9   | 7 | 2 | 3 | 2 | 8  | 11 | -3   |  | Bulgarie                   | 0-1 | 2-2 |     | 1-1 | 3-2 |
| 4    | Autriche   | 8   | 6 | 2 | 2 | 2 | 11 | 8  | +3   |  | Autriche                   | 0-1 | -   | 0-2 |     | -   |
| 5    | Luxembourg | 0   | 6 | 0 | 0 | 6 | 5  | 25 | -20  |  | Luxembourg                 | 0-5 | 1-5 | -   | 1-4 |     |

## Résultats et calendrier
| 1er septembre 2011 | Luxembourg         | 1-4 | Autriche                                                           | La Frontière (Esch-sur-Alzette) |                               |
| 18h30              | Chris Philipps 23e |     | 23e Raphael Holzhauser · 45+1e 90e Andreas Weimann · 51e Deni Alar | Arbitrage : Aleksander Gauzer   | Arbitrage : Aleksander Gauzer |
| 18h30              | (Rapport)          |     |                                                                    | Arbitrage : Aleksander Gauzer   | Arbitrage : Aleksander Gauzer |

| 1er septembre 2011 | Bulgarie  | 0-1 | Pays-Bas           | Lovech Stadion (Lovech)  |                          |
| 19h40              |           |     | 78e Genero Zeefuik | Arbitrage : Ruddy Buquet | Arbitrage : Ruddy Buquet |
| 19h40              | (Rapport) |     |                    | Arbitrage : Ruddy Buquet | Arbitrage : Ruddy Buquet |

| 5 septembre 2011 | Écosse    | 0-0 | Bulgarie | Saint Mirren Park (Paisley) |                           |
| 20h30            |           |     |          | Arbitrage : Kristo Tohver   | Arbitrage : Kristo Tohver |
| 20h30            | (Rapport) |     |          | Arbitrage : Kristo Tohver   | Arbitrage : Kristo Tohver |

| 6 septembre 2011 | Pays-Bas                                                           | 4-0 | Luxembourg | Adelaarshorst (Deventer)  |                           |
| 18h30            | Genero Zeefuik 8e 57e · Leroy Fer 79e (pen.) · Rick van Haaren 84e |     |            | Arbitrage : Marios Panayi | Arbitrage : Marios Panayi |
| 18h30            | (Rapport)                                                          |     |            | Arbitrage : Marios Panayi | Arbitrage : Marios Panayi |

| 6 octobre 2011 | Autriche  | 0-1 | Pays-Bas          | Tivoli Neu (Innsbruck)        |                               |
| 19h00          |           |     | 7e Nacer Barazite | Arbitrage : Ken Henry Johnsen | Arbitrage : Ken Henry Johnsen |
| 19h00          | (Rapport) |     |                   | Arbitrage : Ken Henry Johnsen | Arbitrage : Ken Henry Johnsen |

| 6 octobre 2011 | Luxembourg          | 1-5 | Écosse                                                         | Stade Josy-Barthel (Luxembourg) |                            |
| 19h30          | Goncalo Almeida 82e |     | 7e Alex McDonald · 34e 43e 64e Jordan Rhodes · 88e Paul Hanlon | Arbitrage : Clayton Pisani      | Arbitrage : Clayton Pisani |
| 19h30          | (Rapport)           |     |                                                                | Arbitrage : Clayton Pisani      | Arbitrage : Clayton Pisani |

| 10 octobre 2011 | Écosse                | 2-2 | Autriche                            | Saint Mirren Park (Paisley)                |                                            |
| 20h30           | Jordan Rhodes 37e 64e |     | 15e Andreas Weimann · 42e Deni Alar | Arbitrage : Ante Vučemilović-Šimunović Jr. | Arbitrage : Ante Vučemilović-Šimunović Jr. |
| 20h30           | (Rapport)             |     |                                     | Arbitrage : Ante Vučemilović-Šimunović Jr. | Arbitrage : Ante Vučemilović-Šimunović Jr. |

| 11 octobre 2011 | Bulgarie                                                                | 3-2 | Luxembourg                             | Lovech Stadion (Lovech)         |                                 |
| 18h00           | Momchil Tsvetanov 22e · Tomi Kostadinov 39e (pen.) · Georgi Milanov 55e |     | 38e Laurent Jans · 95e Massimo Martino | Arbitrage : Levan Kvaratskhelia | Arbitrage : Levan Kvaratskhelia |
| 18h00           | (Rapport)                                                               |     |                                        | Arbitrage : Levan Kvaratskhelia | Arbitrage : Levan Kvaratskhelia |

| 10 novembre 2011 | Autriche  | 0-2 | Bulgarie                               | Stadion Wiener Neustadt (Wiener Neustadt) |                               |
| 18h00            |           |     | 1re Momchil Tsvetanov · 9e Rosen Kolev | Arbitrage : Yevhen Aranovskiy             | Arbitrage : Yevhen Aranovskiy |
| 18h00            | (Rapport) |     |                                        | Arbitrage : Yevhen Aranovskiy             | Arbitrage : Yevhen Aranovskiy |

| 14 novembre 2011 | Pays-Bas               | 1-2 | Écosse                                   | Stadion de Goffert (Nimègue)  |                               |
| 18h30            | Mark Ridgers 12e (csc) |     | 2e Jordan Rhodes · 55e David Wotherspoon | Arbitrage : Vladimir Kazmenko | Arbitrage : Vladimir Kazmenko |
| 18h30            | (Rapport)              |     |                                          | Arbitrage : Vladimir Kazmenko | Arbitrage : Vladimir Kazmenko |

| 15 novembre 2011 | Bulgarie            | 1-1 | Autriche              | Lovech Stadion (Lovech)   |                           |
| 16h00            | Alexandar Tonev 12e |     | 78e Christopher Dibon | Arbitrage : Tolga Özkalfa | Arbitrage : Tolga Özkalfa |
| 16h00            | (Rapport)           |     |                       | Arbitrage : Tolga Özkalfa | Arbitrage : Tolga Özkalfa |

| 29 février 2012 | Écosse    | 0 - 0 | Pays-Bas | St. Mirren Park (Paisley)  |                            |
| 18h30           |           |       |          | Arbitrage : Clément Turpin | Arbitrage : Clément Turpin |
| 18h30           | (Rapport) |       |          | Arbitrage : Clément Turpin | Arbitrage : Clément Turpin |

| 31 mai 2012 | Bulgarie                                     | 2-2 | Écosse                | Lovech Stadion (Lovech)  |                          |
| 19h30       | Georgi Milanov 33e · Georgi Kostadinov 90+3e |     | 69e 90e Jordan Rhodes | Arbitrage : Artur Soares | Arbitrage : Artur Soares |
| 19h30       | (Rapport)                                    |     |                       | Arbitrage : Artur Soares | Arbitrage : Artur Soares |

| 1er juin 2012 | Luxembourg | 0-5 | Pays-Bas                                                                   | Stade Josy-Barthel (Luxembourg) |                           |
| 18h30         |            |     | 1re Jordy Clasie · 3e (pen.) 63e 82e Genero Zeefuik · 38e (pen.) Leroy Fer | Arbitrage : Vladimir Vnuk       | Arbitrage : Vladimir Vnuk |
| 18h30         | (Rapport)  |     |                                                                            | Arbitrage : Vladimir Vnuk       | Arbitrage : Vladimir Vnuk |

| 5 juin 2012 | Pays-Bas | 5-0 | Bulgarie | De Geusselt (Maastricht)    |                             |
| 19h00       | Leroy Fer 34e (pen.) · Georginio Wijnaldum 66e · Marco van Ginkel 81e · Genero Zeefuik 85e · Leandro Bacuna 90+3e (pen.) |     |          | Arbitrage : Raymond Crangle | Arbitrage : Raymond Crangle |
| 19h00       | (Rapport) |     |          | Arbitrage : Raymond Crangle | Arbitrage : Raymond Crangle |

| 5 juin 2012 | Autriche                                                                                    | 4-1 | Luxembourg | Franz-Fekete-Stadion (Kapfenberg) |                              |
| 18h30       | Raphael Holzhauser 16e (pen.) · Tobias Kainz 68e · Christopher Drazan 87e · Deni Alar 90+1e |     |            | Arbitrage : Nikola Dabanović      | Arbitrage : Nikola Dabanović |
| 18h30       | (Rapport)                                                                                   |     |            | Arbitrage : Nikola Dabanović      | Arbitrage : Nikola Dabanović |

| 6 septembre 2012 | Écosse | - | Luxembourg |  |  |
|                  |        |   |            |  |  |

| 7 septembre 2012 | Pays-Bas | - | Autriche |  |  |
|                  |          |   |          |  |  |

| 10 septembre 2012 | Autriche | - | Écosse |  |  |
|                   |          |   |        |  |  |

| 10 septembre 2012 | Luxembourg | - | Bulgarie |  |  |
|                   |            |   |          |  |  |